# Service aérien d’aide humanitaire des Nations unies
United Nations Humanitarian Air Service
Le Service aérien d’aide humanitaire des Nations unies (UNHAS, de l'anglais United Nations Humanitarian Air Service) que gère le Programme alimentaire mondial (PAM) assure des services communs de transport aérien pour le compte de la communauté humanitaire dans certains des lieux les plus reculés et les plus difficiles au monde.
Il est créé en 2003 à la demande du Comité de haut niveau des Nations unies sur la gestion; Le budget des opérations s’est élevé à 343,2 millions de dollars en 2021, cette année à vu le transport de 325 112 passagers; de 5 862 tonnes de fret, de 3 015 évacuations sanitaires, par 800 organisations pour 496 destinations dans 23 pays par une flotte de plus de 100 appareils dont un quart d'hélicoptères.

## Opération de l'UNHAS
En 2021, l'UNHAS a fourni des services de transport de passagers et de fret léger dans 23 pays :
- Afghanistan
- Burkina Faso
- Cameroun
- République centrafricaine
- Tchad
- République démocratique du Congo
- Guinée équatoriale
- Éthiopie
- Guinée
- Haïti
- Kenya
- Libye
- Madagascar
- Mali
- Mauritanie
- Mozambique
- Niger
- Nigéria
- Somalie
- Soudan du Sud
- Soudan
- Syrie
- Yémen

## Flotte
Pour remplir sa mission, l'UNHAS utilise une flotte de 75 aéronefs, dont 59 sont des aéronefs à voilure fixe et 16 sont des aéronefs à voilure tournante.

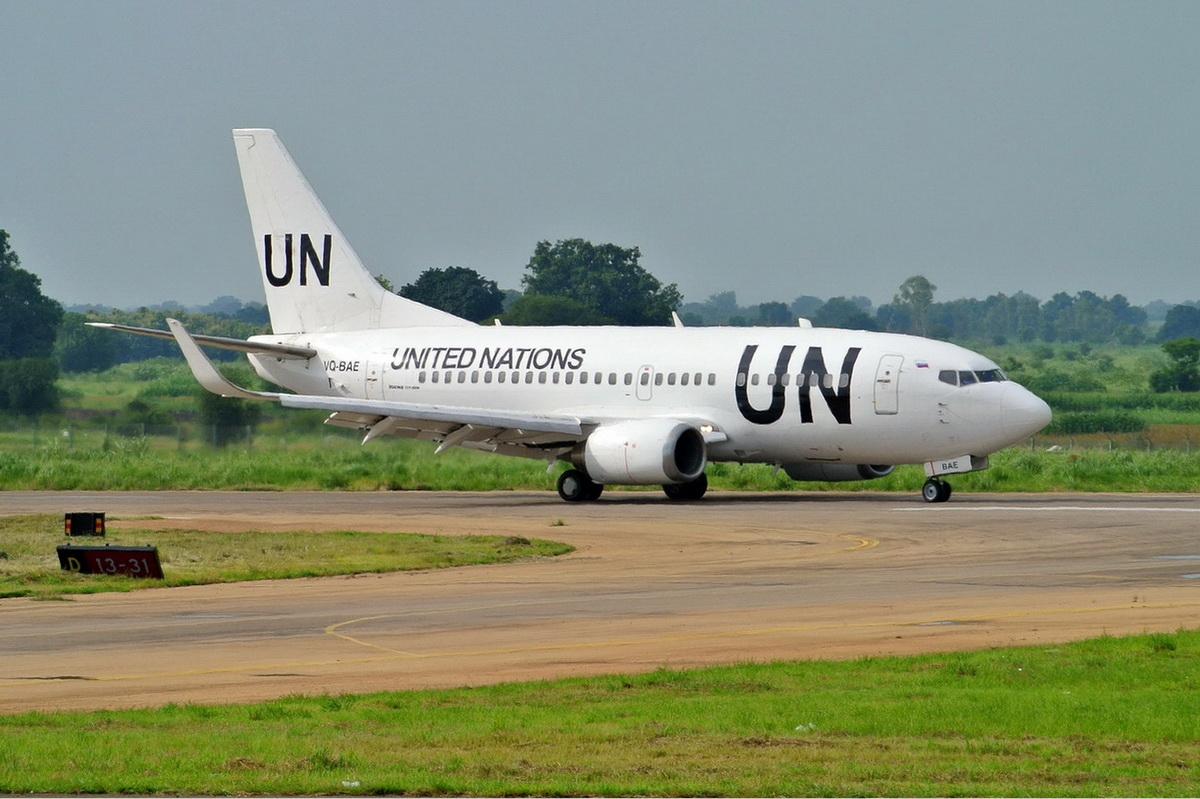
Un Boeing 737, roulant dans un aéroport, opéré par les Nations unies

| Aéronef                    | Zone d'opération                                                           | Variante                | Notes                                                                        |
| Aéronefs à voilure fixe    | Aéronefs à voilure fixe                                                    | Aéronefs à voilure fixe | Aéronefs à voilure fixe                                                      |
| -------------------------- | -------------------------------------------------------------------------- | ----------------------- | ---------------------------------------------------------------------------- |
| Airbus A320-211            | Yemen                                                                      | A320-200                |                                                                              |
| Beechcraft 1900            | Afghanistan, Tchad, RDC, GEQ, Guinea, Mali, Mauritania, Somalia, Sudan     | 1900D                   |                                                                              |
| Bombardier CRJ             | RDC, Syria                                                                 | CRJ100/200              |                                                                              |
| Cessna 208 Caravan         | Cameroon, CAF, Chad, RDC, Ethiopia, Madagascar, Somalia, Sudan             |                         |                                                                              |
| De Havilland Canada 6      | Haiti                                                                      |                         |                                                                              |
| De Havilland Canada Dash 8 | Afghanistan, CAF, RDC, Ethiopia, Kenya, Niger, Somalia, South Sudan, Yemen | 100/200/400             |                                                                              |
| Dornier 228                | CAF, RDC, Mali, South Sudan                                                |                         |                                                                              |
| Dornier 328                | Nigeria                                                                    |                         |                                                                              |
| Embraer 145                | Afghanistan, Cameroon, Chad, Libya, Niger, Sudan, Yemen                    | ERJ135/ERJ145           |                                                                              |
| Fokker 50                  | Somalia                                                                    |                         |                                                                              |
| Ilyushin IL-76             | South Sudan                                                                |                         |                                                                              |
| Let L-410                  | CAF, Mozambique, South Sudan                                               |                         |                                                                              |
| Avions à voilure tournante |                                                                            |                         |                                                                              |
| Airbus EC225               | Nigeria                                                                    |                         | Utilisé dans le nord-est du Nigeria pour la sécurité et le transport médical |
| Bell 412                   | Nigeria                                                                    |                         |                                                                              |
| Mi-8                       | Afghanistan, Burkina Faso, CAF, RDC, Haiti, South Sudan, Yemen             | MI-8T MI-8MTV/AMT       |                                                                              |

## Financement
Le PAM/UNHAS est financé par les contributions des donateurs et l'argent provenant d'un système de recouvrement partiel des coûts par lequel les passagers paient des frais de billet pour le service aérien.
Les donateurs de l'UNHAS en 2021 étaient les suivants : Allemagne, Canada, Corée, Danemark, Espagne, États-Unis, France, Irlande, Italie, Japon, Luxembourg, Monaco, Norvège, Qatar, République tchèque, Roumanie, Royaume-Uni, Suède, Suisse, l'UNICEF et des donateurs privés.